# Схил

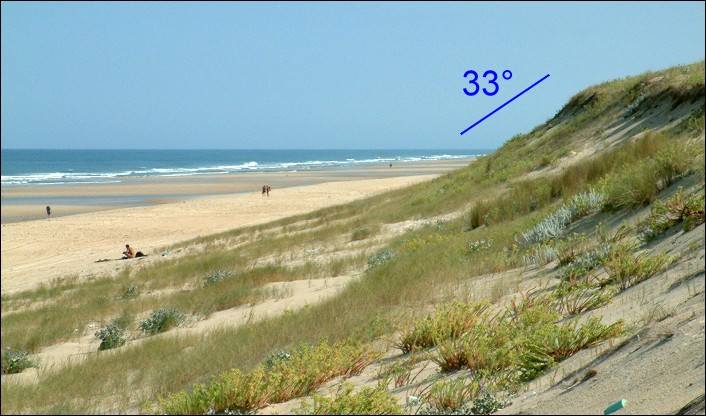
Схил

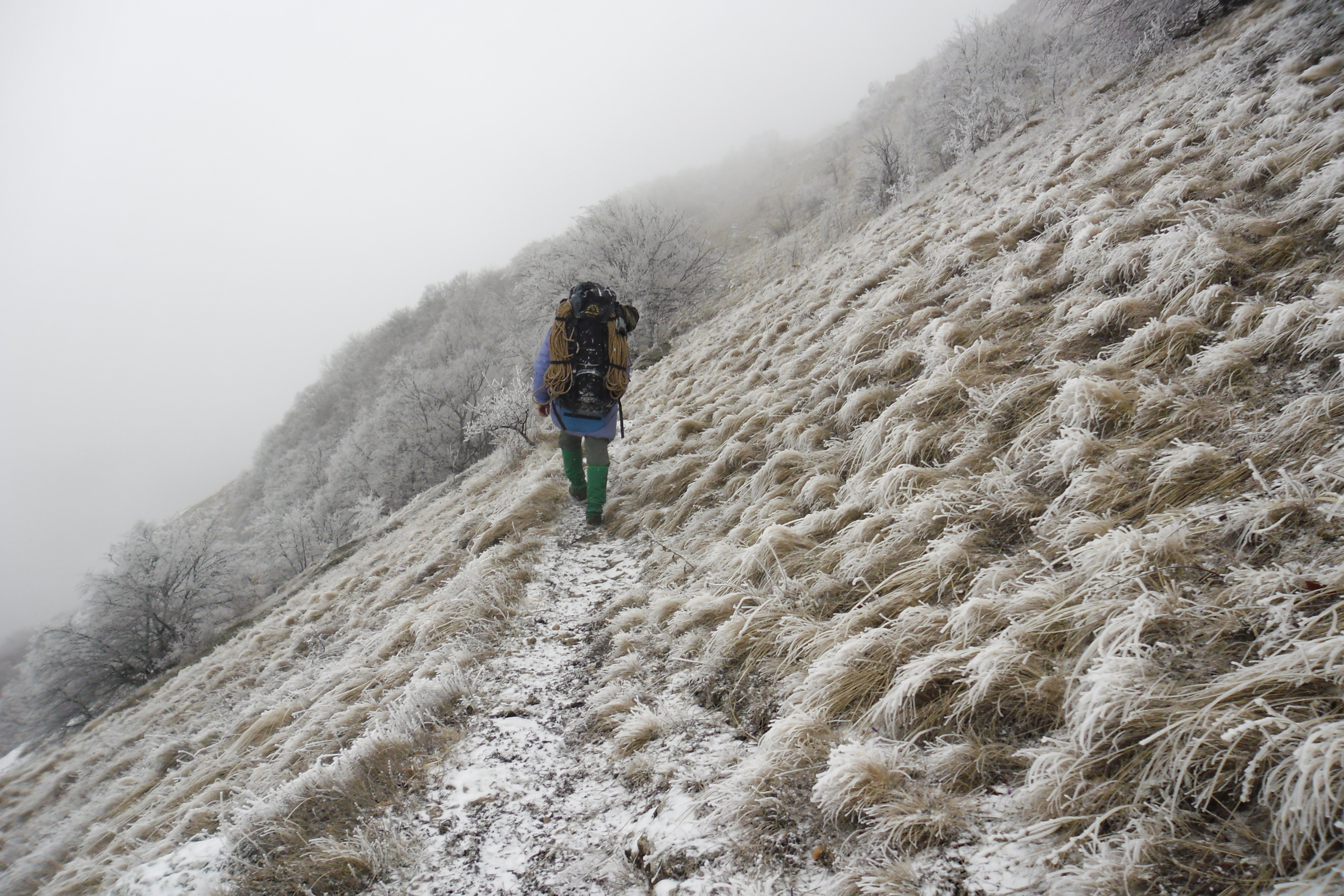
Гірська стежка на схилі (Демерджі-яйла, Крим)

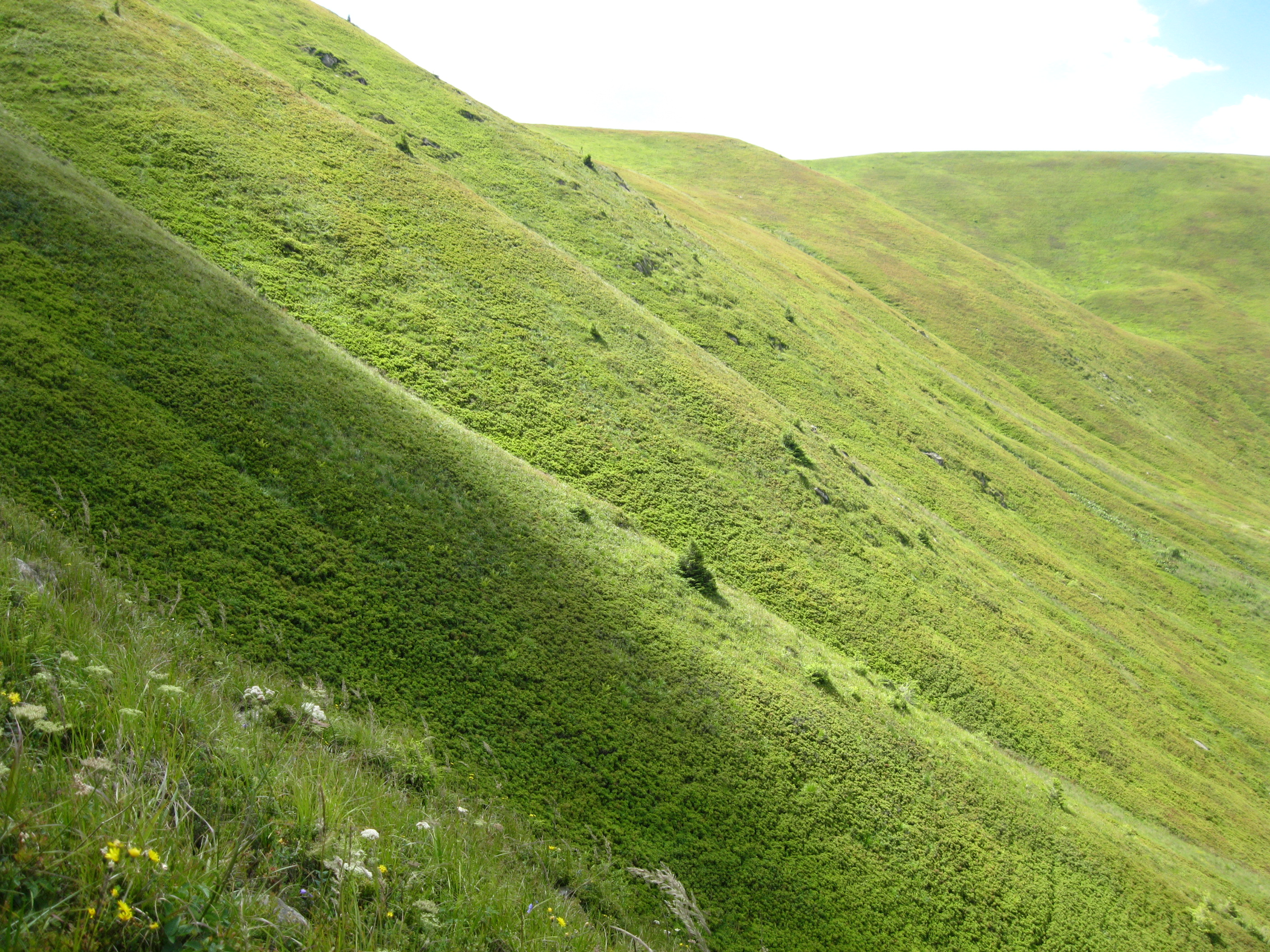
Крутий схил (хребет Полонина Боржава)

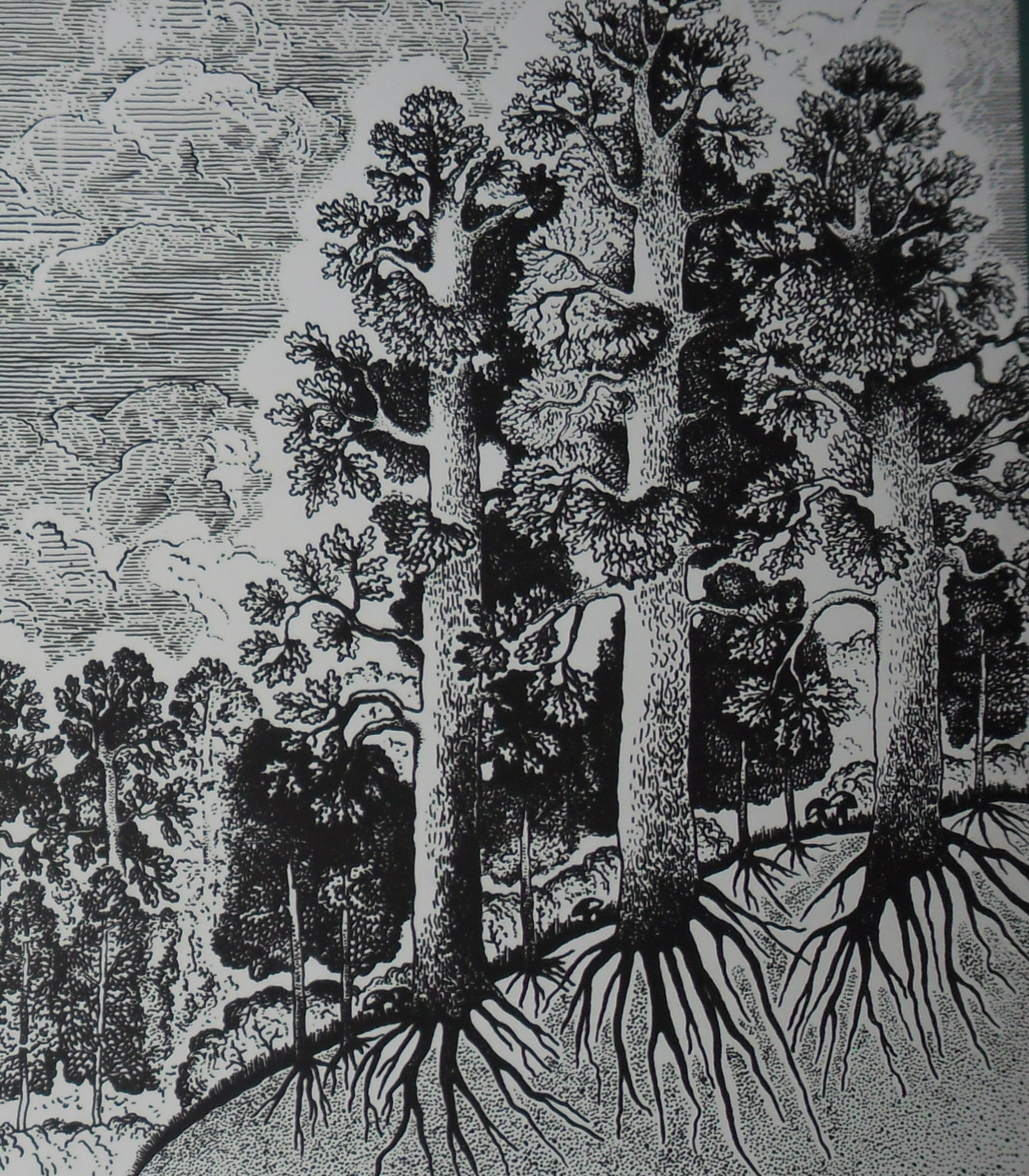
Закріплення схилу.

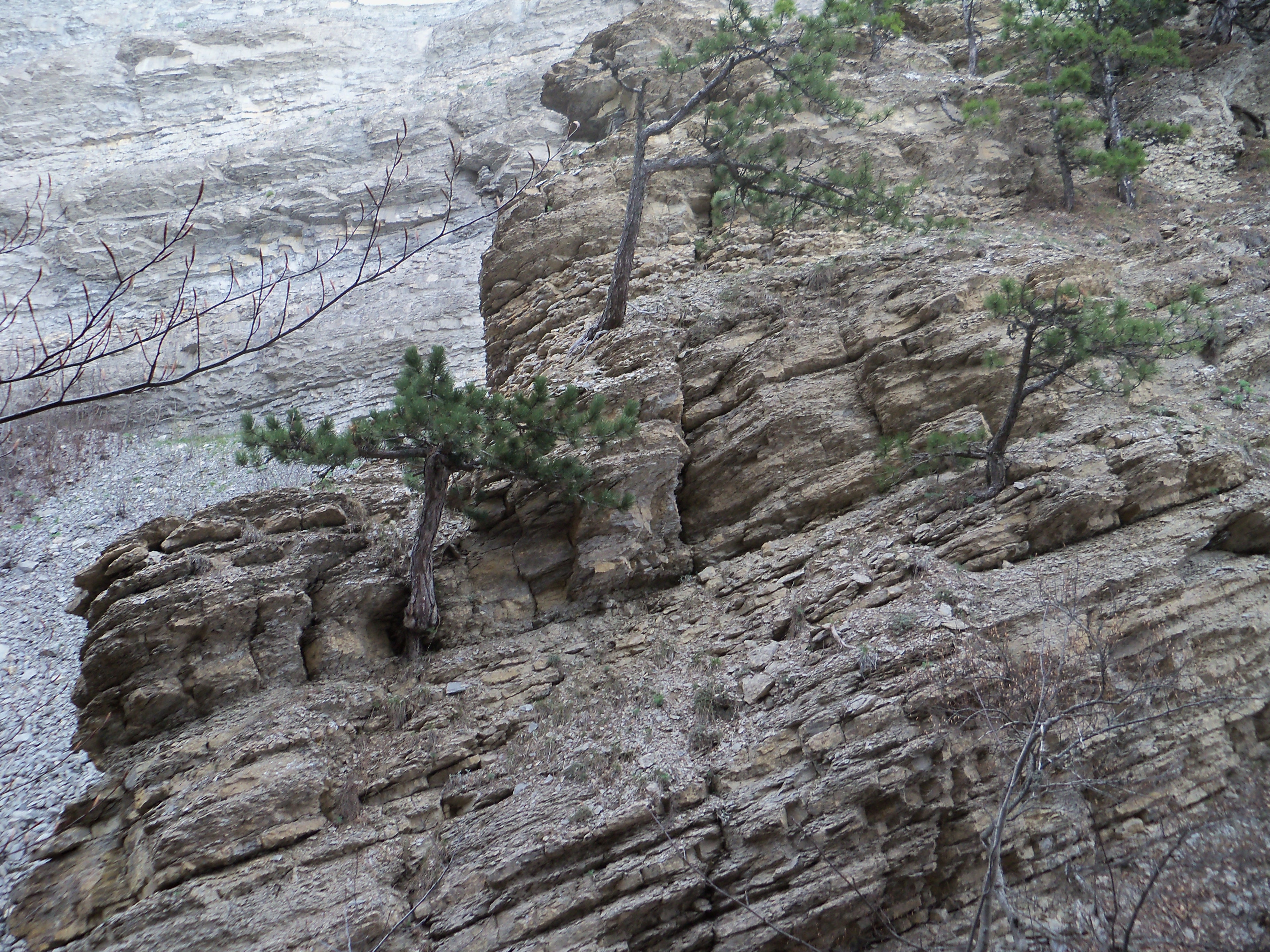
Сосни на кам'янистому гірському схилі.

Схи́ли — нахилені ділянки земної поверхні, сформовані в результаті ендогенних і екзогенних процесів як на суші (в межах гір, височин, долин річок і інше), так і на дні морів і океанів (схили підводних хребтів і височин, материковий схил).
За генезисом схили можуть являти собою первинну (що вийшла з моря) або деформовану тектонічними процесами поверхню, площину препарованого денудацією стійкого структурного елементу земної кори, частину поверхні акумулятивної або ерозійної форми рельєфу. Багато схилів мають комплексний генезис.
Схили можуть бути природними, що утворилися внаслідок дії сил внутрішньої та зовнішньої динаміки Землі, і штучними, створеними в результаті інженерної діяльності людей. До штучних схилів належать відкоси насипів, дамб, виїмок, борти кар’єрів і таке інше. За певних умов гірські маси, що утворюють схил або укіс, можуть втрачати стійкість і зміщуватися вниз.
Розрізняють три основні види таких зміщень: обвали, осипи, зсуви.
Характер схилів визначається складом і будовою порід, абсолютними та відносними висотами місцевості, інтенсивністю схилових процесів, особливостями клімату, рослинності та інших компонентів природного середовища, експозицією схилів. Різні поєднання цих умов сприяють великому різноманіттю схилів.
Схили класифікують за формою профілю, довжиною, походженням, стрімкістю.
За формою розрізняють:
- прямі схили — з рівномірним нахилом на всій поверхні (в тому числі прямовисні — з нахилом понад 55°);
- випуклі — з нахилами, що збільшуються до підніжжя;
- увігнуті — з нахилами, що зменшуються зверху до низу;
- схили складної будови, в тому числі східчасті.

Причинами тієї чи іншої форми схилів часто стають відмінності в стійкості порід, що їх складають. За переважністю гравітаційних рухів того чи іншого виду і характером процесів рельєфоутворення, виділяють схили обвальні, соліфлюкційні, делювіальні, ерозійні та інші. Багато схилів мають складне походження.
Найважливіший показник схилів — їх крутість, що сильно змінюється від місця до місця. В горах зустрічаються прямовисні схили, схили з крутістю близькою до 90°, інколи навислі схили зі зворотним нахилом.
Середня крутість гірських схилів як правило понад 20°, більше ніж в передгір'ях і на височинах, а на рівнинах нахили невеликі (2–3°). Форма і крутість схилів змінюються з плином часу. Окремі види схилів називають відкосами, крутосхилами.